# Marcus Intalex
Маркус Джуліан Кей, (Marcus Julian Kaye) (14 липня 1971 – 28 травня 2017), більш відомий завдяки сценічному псевдо Marcus Intalex, англійський drum and bass музикант та DJ. Додатково створював музику house та techno music під псевдо Trevino.